# Antonín Matalík
Antonín Matalík (známý též jako Strýc Matalík, domácky Tonek Matalík; 6. července 1880 Valašské Meziříčí — 28. března 1955 tamtéž) byl český houslista, lidový hudebník, skladatel, kapelník vlastního hudebního tělesa a propagátor valašské hudby a kultury v Československu. Je mimo jiné autorem písně My zme Valaši, jedna rodina, které následně zlidověla a je jakousi neoficiální valašskou hymnou.

## Život

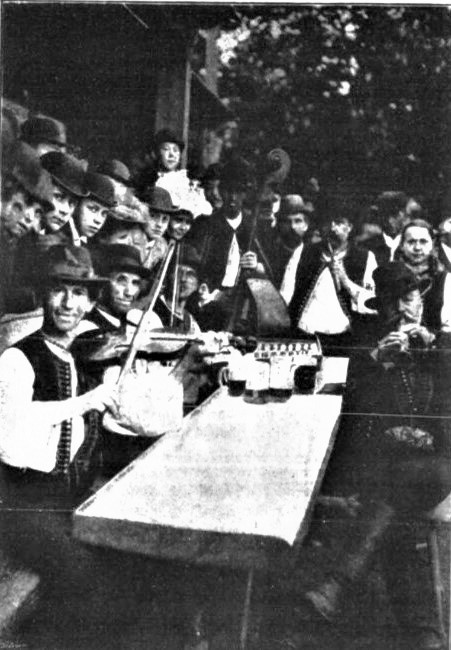
Kapela Jana Pelára (vpravo vpředu) roku 1895 v Praze

### Mládí
Narodil se ve Valašském Meziříčí v prosté rodině, vyučil se prodavačem látek. Od mládí se věnoval hře na housle a hrál s neprofesionálními hudebními tělesy. Do svého souboru jej přijal kapelník a houslista Jan Pellár, po jehož smrti roku 1907 založil Matalík vlastní kapelu. Po vypuknutí první světové války byl odveden na frontu, kde byl raněn, na základě čehož získal status válečného invalidy a rentu. Po válce pracoval jako zaměstnanec ČSD, poté ve sklárnách, soukromě pak učil hru na housle.

### Kapela
Se svým souborem začal být stále proslulejším po celém kraji, mimo jiné díky pozdějším vystoupením v Československém rozhlase Ostrava. Kapela vyjížděla rovněž na úspěšná turné na území Čech, kde prezentovala valašskou lidovou hudbu. Matalík se pak stal svéráznou figurkou českého hudebního světa.
Během jednoho z návratů z výjezdu složil Matalík se svou kapelou popěvek My zme Valaši, jedna rodina, který se posléze dostal do obecného povědomí i mimo území Valašska a zároveň asi nejznámější lidovou valašskou písní.

### Úmrtí
Antonín Matalík zemřel 28. března 1955 ve Valašském Meziříčí. Pohřben byl na zdejším městském hřbitově.